# Cataclismo de Nibiru

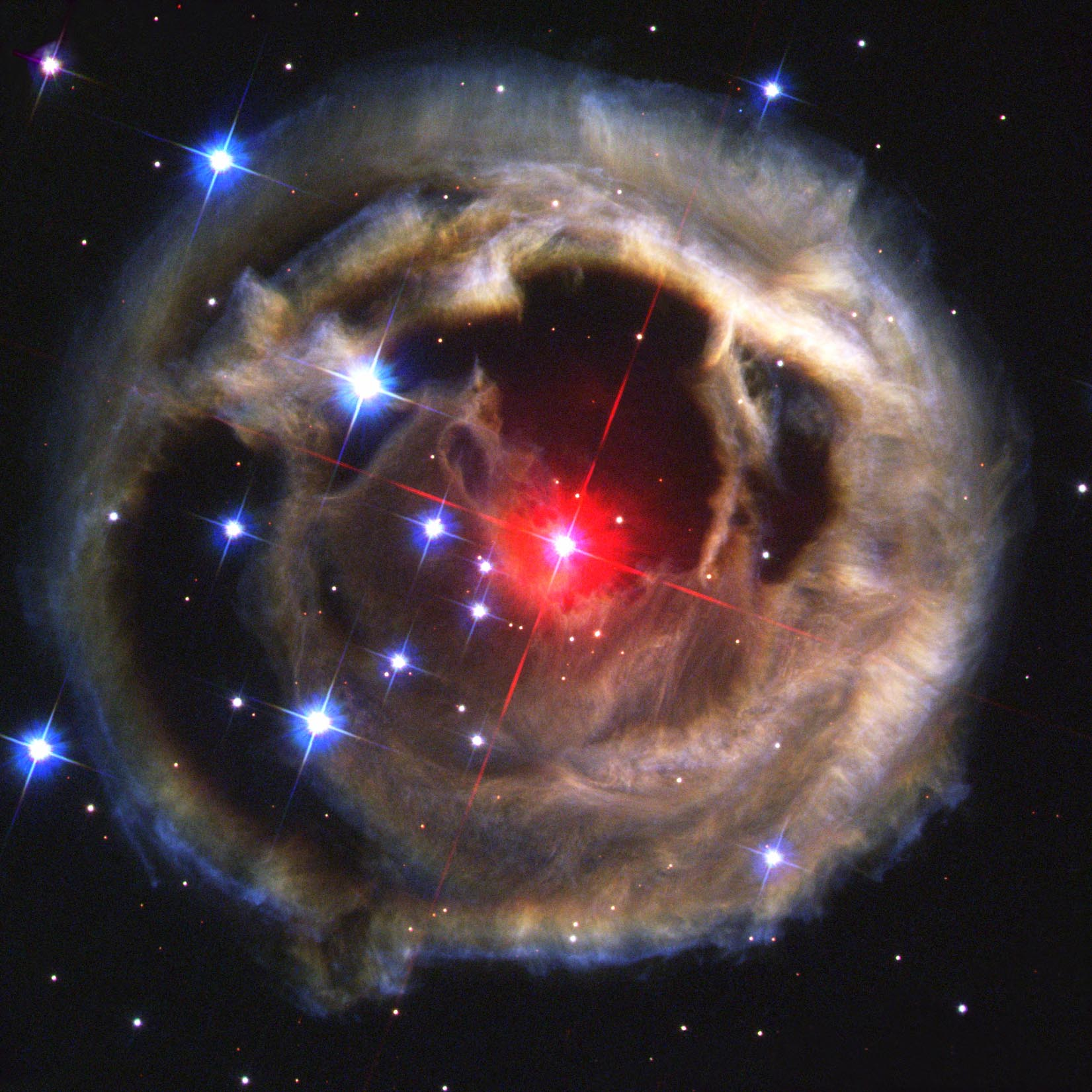
V838 Monocerotis, una estrella variable de la constelación de Monoceros, ha llegado a ser retratada erróneamente como un planeta que se aproxima o una enana marrón en curso de colisión con la Tierra.

El cataclismo de Nibiru refiere a un supuesto encuentro desastroso entre la Tierra y un gran objeto planetario (ya sea una colisión o un casi accidente) que ciertos grupos creían que tendría lugar a principios del siglo XXI. Los creyentes en este caso del fin del mundo, por lo general, se refieren a este objeto como Nibiru o Planeta X. La idea fue presentada por primera vez en 1995 por Nancy Lieder, fundadora del sitio web ZetaTalk. Lieder se describió a sí misma como una contactada con la capacidad de recibir mensajes de extraterrestres del sistema solar Zeta Reticuli, que contactaban con ella a través de un implante en su cerebro. Afirma que fue elegida para advertir a la humanidad que el objeto atravesaría el Sistema Solar interior en mayo de 2003 (aunque esa fecha se pospuso más tarde) haciendo que la Tierra sufriera un cambio de polos físico que destruiría a la mayor parte de la humanidad.
Posteriormente, la predicción se ha extendido más allá del sitio web de Lieder y ha sido adoptada por numerosos grupos apocalípticos de Internet. A finales de la década de 2000, se asoció estrechamente con el fenómeno de 2012. Desde 2012, el cataclismo de Nibiru ha reaparecido con frecuencia en los medios de comunicación populares, generalmente vinculado a objetos astronómicos que generan noticias como el cometa ISON o el Planeta Nueve. Aunque el nombre "Nibiru" se deriva de las obras del escritor y pseudocientífico, Zecharia Sitchin, autor de varios libros que defendía la teoría de los antiguos astronautas, entroncada con varias interpretaciones babilónicas y sumerias, llegó a negar cualquier conexión entre su trabajo y varias afirmaciones de un apocalipsis inminente. Una predicción del autodenominado "numerólogo cristiano" David Meade de que el cataclismo de Nibiru ocurriría el 23 de septiembre de 2017 recibió una amplia cobertura mediática.
La idea de que un objeto del tamaño de un planeta colisionará con la Tierra o pasará cerca de ella en un futuro próximo no está respaldada por ninguna evidencia científica y ha sido rechazada por astrónomos y científicos, calificado como pseudociencia y un engaño de Internet. Un objeto así habría desestabilizado las órbitas de los planetas hasta el punto de que sus efectos serían fácilmente observables en la actualidad. Los astrónomos han planteado la hipótesis de muchos planetas más allá de Neptuno, y aunque muchos han sido refutados, hay algunos que siguen siendo candidatos viables, como el Planeta Nueve.

## Historia

### Nancy Lieder y ZetaTalk

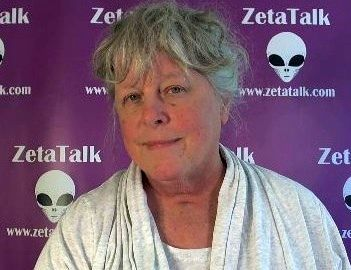
Nancy Lieder en 2013.

La idea del encuentro con Nibiru se originó con Nancy Lieder, una mujer de Wisconsin que afirma que cuando era niña fue contactada por extraterrestres grises procedentes de Zeta Reticuli, quienes le implantaron un dispositivo de comunicaciones en su cerebro. En 1995, fundó el sitio web ZetaTalk para difundir sus ideas. Lieder llamó la atención del público por primera vez en los grupos de noticias de Internet durante la preparación del perihelio del cometa Hale-Bopp en 1997. Afirmó, diciendo que hablaba como los zetanos, que: "El cometa Hale-Bopp no existe. Es un fraude, perpetrado por aquellos que quieren tener a las masas en reposo hasta que sea demasiado tarde. El Hale-Bopp no es más que una estrella lejana, y no se acercará". Afirmó que la historia del Hale-Bopp fue fabricada para distraer a la gente de la inminente llegada de un gran objeto planetario, el "Planeta X", que pronto pasaría por la Tierra y destruiría la civilización. Después de que el perihelio del Hale-Bopp revelara que se trataba de uno de los cometas más brillantes y observados del último siglo, Lieder eliminó las dos primeras frases de su declaración inicial de su sitio web, aunque todavía pueden encontrarse en los archivos de Google.
Lieder describió el Planeta X como aproximadamente cuatro veces el tamaño de la Tierra, y dijo que su máxima aproximación se produciría el 27 de mayo de 2003, lo que provocaría el cese de la rotación de la Tierra durante exactamente 5,9 días terrestres. A continuación, el polo de la Tierra se desestabilizaría en un cambio de polos (un cambio de polos físico, con el polo de la Tierra moviéndose físicamente, en lugar de una inversión geomagnética) causado por la atracción magnética entre el núcleo de la Tierra y el magnetismo del planeta que pasa. Esto, a su vez, perturbaría el núcleo magnético de la Tierra y provocaría el consiguiente desplazamiento de la corteza terrestre. Después de que la fecha de 2003 pasara sin incidentes, Lieder dijo que no era más que una "mentira piadosa... para engañar a la clase dirigente". Se negó a revelar la verdadera fecha, diciendo que hacerlo daría a los gobernantes tiempo suficiente para declarar la ley marcial y atrapar a la gente en las ciudades durante el cambio, provocando su muerte.

### Zecharia Sitchin y Sumer
Aunque Lieder se refirió originalmente al objeto como "Planeta X", se ha asociado profundamente con Nibiru, un planeta a partir de las obras del defensor de los antiguos astronautas Zecharia Sitchin, en particular su libro El duodécimo planeta. Según la interpretación de Sitchin de los antiguos textos religiosos mesopotámicos, que contradice las conclusiones a las que han llegado todos los estudiosos acreditados de la historia de Mesopotamia, un planeta gigante (llamado Nibiru o Marduk) pasa por la Tierra cada 3600 años, permitiendo a sus habitantes sensibles interactuar con la humanidad. Sitchin identificó a estos seres con los Anunnaki de la mitología sumeria y afirmó que fueron los primeros dioses de la humanidad. Lieder hizo por primera vez la conexión entre Nibiru y su Planeta X en su página web en 1996.
Sitchin, que murió en 2010, negó cualquier conexión entre su trabajo y las afirmaciones de Lieder. En 2007, en parte en respuesta a las proclamaciones de Lieder, Sitchin publicó un libro, El fin de los días, que fijaba el momento del último paso de Nibiru por la Tierra en el año 556 a. C., lo que significaría, dada la supuesta órbita de 3600 años del objeto, que regresaría en algún momento alrededor del año 2900. Dijo que creía que los Annunaki podrían volver antes en una nave espacial, y que el momento de su regreso coincidiría con el cambio de la Edad astrológica de Piscis a la Edad de Acuario, en algún momento entre 2090 y 2370.
Los defensores modernos del cataclismo de Nibiru a menudo citan el símbolo del sol alado como una representación real de Nibiru, que según ellos aparecería como una "estrella alada".

### 2012 y el calendario maya
Aunque la propia Lieder no ha especificado una nueva fecha para el regreso del objeto, muchos grupos han retomado su idea y han citado sus propias fechas. Una de las más citadas fue el 21 de diciembre de 2012, que estuvo envuelta en polémica por su constante asociación apocalíptica, ya que era el final de un ciclo (baktún) en la cuenta larga del calendario maya. Varios escritores publicaron libros que relacionaban el encuentro con el 2012. A pesar de que esa fecha ha pasado, muchos sitios web siguen sosteniendo que Nibiru, o el Planeta X, está en camino a la Tierra.
En 2012, Lieder afirmó que el presidente de Estados Unidos, Barack Obama, intentó inútilmente anunciar la presencia de Nibiru cerca del Sol. Después de 2012, afirmó que varios líderes mundiales tenían la intención de anunciar la presencia de Nibiru cerca del Sol el 20 de octubre de 2014. Dos semanas después de la supuesta fecha de anuncio, afirmó que no se produjo debido a la consternación entre el establishment.

### Resurgir de la teoría en 2017
En 2017, un teórico de la conspiración y autoproclamado "numerólogo cristiano" llamado David Meade revivió el cataclismo de Nibiru vinculándolo a varios pasajes de la Biblia. Meade declaró que estos pasajes contenían códigos numerológicos secretos, que revelaban la fecha exacta en la que llegaría Nibiru. También basó sus predicciones en la geometría de las pirámides de Giza. Meade predijo inicialmente que Nibiru llegaría en octubre de 2017, pero más tarde revisó la fecha de vuelta al 23 de septiembre. El enfoque específico de su predicción giraba en torno a la Mujer del Apocalipsis (cap. 12) refiriéndose a una supuesta configuración única en esa fecha del Sol, la Luna y los planetas en Virgo. Citó el eclipse solar del 21 de agosto de 2017 como un presagio.
Las afirmaciones de Meade recibieron una amplia atención de los medios de comunicación. Las noticias falsas virales circularon por Internet, aduciendo confirmaciones inexistentes de la NASA de la existencia de Nibiru en un curso "dirigido directamente a la Tierra". En realidad, la posición de la NASA es, y siempre ha sido, que Nibiru no existe. Meade también se enfrentó a las críticas de sus compañeros cristianos; Ed Stetzer, escribiendo para Christianity Today, declaró que "no existe tal cosa como un 'numerólogo cristiano'", y describió a Meade como "un experto inventado en un campo inventado que habla de un evento inventado". Christopher M. Graney, profesor de la Fundación del Observatorio Vaticano, señaló que el evento supuestamente único era, de hecho, bastante común, habiendo ocurrido cuatro veces en el último milenio. Sus teorías sobre el 23 de septiembre también fueron desacreditadas por el escritor de Time Jeff Kluger. La astrónoma brasileña Duília de Mello calificó sus predicciones y conjeturas de basura, y también dijo que Nibiru habría sido visto durante el eclipse y que Meade estaba utilizando cálculos basados en el calendario gregoriano.
Después de que sus predicciones no se cumplieran, Meade las revisó y declaró que Nibiru llegaría el 5 de octubre de 2017, no el 23 de septiembre. Meade anunció que, el 5 de octubre, Nibiru eclipsaría al Sol, y Corea del Norte, China y Rusia lanzarían un ataque nuclear combinado contra Estados Unidos. A continuación, la Tierra sería devastada por una serie de terremotos de magnitud 9,8, el polo magnético de la Tierra se desplazaría 30°, los Estados Unidos se dividirían por la mitad, y Barack Obama sería elegido presidente para un tercer mandato inconstitucional. Predijo que la Gran Tribulación de siete años comenzaría el 15 de octubre.
Al llegar octubre, otro escritor apocalíptico, Terral Croft, predijo la llegada de Nibiru para el 19 de noviembre, una predicción de la que se hizo eco la prensa sensacionalista británica. Croft describió a Nibiru como una "estrella negra" en el borde del Sistema Solar, que, en lugar de colisionar con la Tierra, formaría una conjunción apocalíptica con ella, lo que provocaría terremotos masivos. Croft afirmó que los terremotos habían aumentado en todo el mundo en el período previo a la conjunción, aunque The Washington Post, citando al Servicio Geológico de Estados Unidos, se apresuró a señalar que los terremotos habían disminuido tanto en potencia como en frecuencia a lo largo del año. Paul Begley, un teórico de la conspiración de YouTube y pastor de la Iglesia Bautista del Evangelio de la Comunidad en Knox (Indiana), también predijo en uno de sus vídeos de YouTube que Nibiru aparecería en 2017 y declaró que el eclipse solar era una señal del apocalipsis y del planeta rebelde. Alrededor del 12 de abril de 2018, Meade citó una supuesta conjunción astrológica del 23 de abril en Virgo y predijo que Nibiru aparecería durante la conjunción y presagiaría el Arrebatamiento; Space.com comentó que en realidad no se prevé nada parecido a dicha conjunción para el 23 de abril.

## Rechazo científico
Los astrónomos rechazan la idea de Nibiru y han hecho esfuerzos para informar al público que no existe una amenaza para la Tierra. Señalan que tal objeto tan cerca de la Tierra sería fácilmente visible a simple vista y causaría efectos notables en las órbitas de los planetas exteriores. La mayoría de las fotografías que pretenden mostrar Nibiru al lado del Sol son destellos de lente, imágenes falsas del astro causadas por reflejos dentro de la lente. Las afirmaciones de que el objeto se ha ocultado detrás del Sol son insostenibles.
Una órbita como la de Nibiru dentro del sistema planetario del que la Tierra es parte, el Sistema Solar, es inconsistente con la mecánica celeste. David Morrison, un científico espacial de la NASA, explica que después de un solo sobrevuelo anterior de la Tierra, como afirman que sucedió en la época sumeria, la Tierra misma ya no estaría en su órbita casi circular actual y es probable que haya perdido su Luna. Si Nibiru fuera una enana marrón, tendría efectos aún peores, ya que las enanas marrones son mucho más masivas. Dado que Plutón es ahora observado con frecuencia por telescopios de traspatio, cualquier planeta gigante más allá de este sería fácilmente observado por un astrónomo aficionado, y si tal objeto existiera en el Sistema Solar, ya habría atravesado su espacio interior un millón de veces.
El astrónomo Mike Brown señaló que si la órbita de este objeto fuera como se describía, solo habría permanecido en el Sistema Solar durante aproximadamente un millón de años antes de que Júpiter lo expulsara, e incluso si tal planeta existiera, su campo magnético no tendría ningún efecto en la Tierra. Las afirmaciones de Lieder de que la aproximación de Nibiru provocaría que la rotación de la Tierra se detuviera o que su eje se desplazara violan las leyes de la física. En su refutación de Wolds in Collision de Immanuel Velikovsky, que hizo la misma afirmación de que la rotación de la Tierra podría ser detenido y reiniciado, Carl Sagan señaló que, "la energía necesaria para romper la Tierra no es suficiente para derretirla, aunque daría lugar a un aumento notable de la temperatura: los océanos [subirían] al punto de ebullición del agua [...] [Además,] cómo ¿La Tierra se pone en marcha de nuevo, girando aproximadamente a la misma velocidad de giro? La Tierra no puede hacerlo por sí misma, debido a la ley de conservación del momento angular".
En una entrevista de 2009 con Discovery Channel, Mike Brown señaló que, si bien no es imposible que el Sol tenga un compañero planetario distante, tal objeto tendría que estar muy lejos de las regiones observadas del Sistema Solar para no tener una presencia detectable. efecto gravitacional en los otros planetas. Un objeto del tamaño de Marte podría permanecer sin ser detectado a 300 AU (10 veces la distancia de Neptuno); un objeto del tamaño de Júpiter a 30 000 AU. Para viajar 1000 AU en dos años, un objeto debería moverse a 2400 km/s, más rápido que la velocidad de escape galáctico. A esa velocidad, cualquier objeto saldría disparado del Sistema Solar y luego de la Vía Láctea al espacio intergaláctico.

## Teorías de la conspiración
Muchos creyentes en la inminente aproximación del Planeta X o Nibiru han acusado a la NASA de encubrir deliberadamente las pruebas visuales de su existencia. Las encuestas han sugerido que muchos perciben a la NASA como una vasta agencia gubernamental que recibe tantos fondos como el Departamento de Defensa de Estados Unidos. Sin embargo, el presupuesto de la NASA asciende a aproximadamente el 0,5 % del del gobierno estadounidense.
Una de estas acusaciones se refiere al observatorio espacial de infrarrojos IRAS, lanzado en 1983. El satélite ocupó brevemente los titulares debido a un "objeto desconocido" que al principio se describió como "posiblemente tan grande como el planeta gigante Júpiter y posiblemente tan cerca de la Tierra que formaría parte de este Sistema Solar". Este artículo periodístico ha sido citado por los defensores del cataclismo de Nibiru, empezando por la propia Lieder, como prueba de su existencia. Sin embargo, un análisis posterior reveló que de varios objetos inicialmente no identificados, nueve eran galaxias lejanas y el décimo era un "cirro galáctico"; ninguno resultó ser un cuerpo del Sistema Solar.
Otra acusación que se hace con frecuencia en los sitios web que predicen la colisión es que el gobierno de los Estados Unidos construyó el Telescopio Polo Sur (SPT) para seguir la trayectoria de Nibiru, y que el objeto ha sido fotografiado ópticamente. Sin embargo, el SPT (que no está financiado por la NASA) es un radiotelescopio, y no puede tomar imágenes ópticas. Su ubicación en el Polo Sur fue elegida debido al ambiente de baja humedad, y no hay manera de que un objeto que se acerca pueda ser visto sólo desde el Polo Sur. La "foto" de Nibiru publicada en YouTube se reveló, de hecho, como una imagen del telescopio espacial Hubble del eco de luz en expansión alrededor de la estrella V838 Monocerotis, que está a más de 19 000 años luz de la Tierra.
Otra afirmación conspirativa se refiere a un parche de datos perdidos en Google Sky cerca de la constelación de Orión, que a menudo se ha citado como prueba de que Nibiru ha sido redactado. Sin embargo, la misma región del cielo todavía puede ser vista por miles de astrónomos aficionados. Un científico de Google dijo que los datos que faltan se deben a un fallo en el software de unión utilizado para unir las imágenes.
Otra prueba extraída de Google Sky es la estrella de carbono CW Leonis, que es el objeto más brillante en el cielo infrarrojo de 10 μm y que con frecuencia se afirma que es Nibiru.

## Denominaciones erróneas
Los creyentes en el Planeta X o en Nibiru le han dado muchos nombres desde que se propuso por primera vez. Todos son, de hecho, nombres de otros elementos reales, hipotéticos o imaginarios del Sistema Solar que tienen poca semejanza con lo descrito por Lieder y Sitchin.

### Planeta X

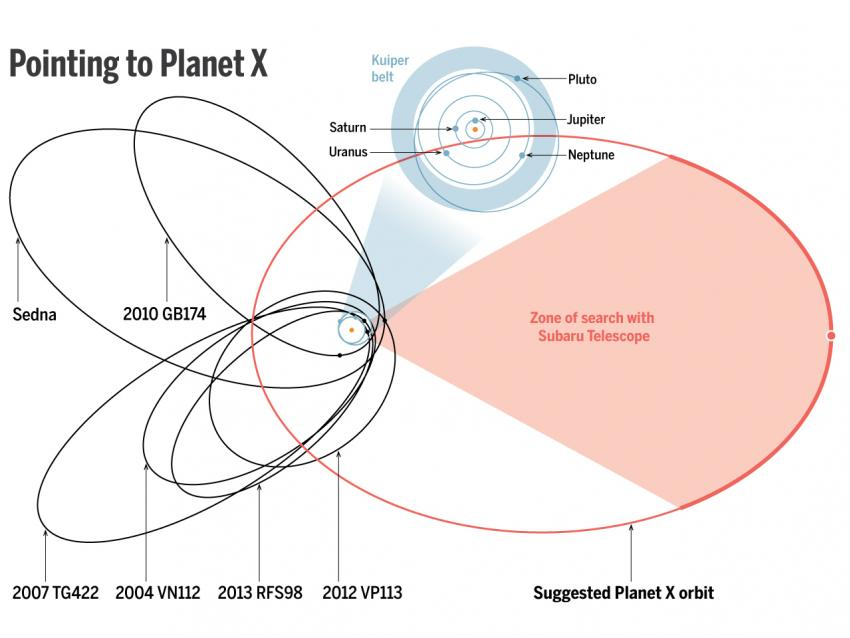
Diagrama de la posible órbita del Planeta X.

Lieder extrajo el nombre de Planeta X del hipotético planeta que una vez buscaron los astrónomos para explicar las discrepancias en las órbitas de Urano y Neptuno. En 1894, el astrónomo estadounidense Percival Lowell se convenció de que los planetas Urano y Neptuno tenían ligeras discrepancias en sus órbitas. Concluyó que estaban siendo arrastrados por la gravedad de otro planeta más distante, al que llamó "Planeta X". Sin embargo, casi un siglo de búsqueda no pudo encontrar ninguna evidencia de tal objeto. Inicialmente se creía que Plutón era ese causante, pero luego se determinó que era demasiado pequeño.
Las discrepancias se mantuvieron hasta la década de 1990, cuando el astrónomo Robert Sutton Harrington planteó su hipótesis de un planeta extra más allá de Neptuno con, por ejemplo, un semieje mayor de 101,2 AU y una excentricidad de 0,411 que hace que su perihelio sea de 59,60, por lo que lo más cerca que estaría del Sol es una vez y media la distancia a Plutón.
Seis meses antes de que Harrington muriera de cáncer de garganta, el astrónomo E. Myles Standish demostró que las supuestas discrepancias en las órbitas de los planetas eran ilusorias, producto de la sobreestimación de la masa de Neptuno. Cuando la masa recién determinada de Neptuno se utilizó en las Efemérides de Desarrollo del Laboratorio de Propulsión a Reacción, las supuestas discrepancias en la órbita de Urano, y con ellas la necesidad de un Planeta X, desaparecieron. No hay discrepancias en las trayectorias de ninguna de las sondas espaciales como las Pioneer 10 y 11 o las Voyager 1 y 2, que puedan atribuirse a la atracción gravitatoria de un gran objeto no descubierto en el Sistema Solar exterior. Hoy en día los astrónomos aceptan que el Planeta X, tal como se definió originalmente, no existe.

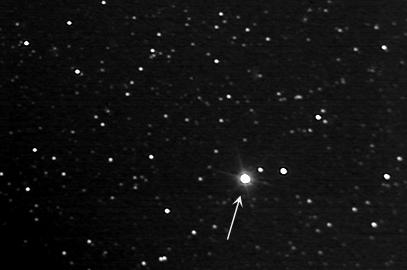
Fotografía tomada en 2006 que mostraba la estrella de Barnard, que V. M. Rabolú afirmó ser en realidad el planeta Hercólubus.

### Hercólubus
En 1999, el autor de la Nueva Era V. M. Rabolú (1926-2000) escribió en Hercolubus or Red Planet que la estrella de Barnard es en realidad un planeta conocido por los antiguos como Hercólubus, que supuestamente se acercó peligrosamente a la Tierra en el pasado, destruyendo la Atlántida, y que volverá a acercarse a la Tierra. Lieder utilizó posteriormente las ideas de Rabolú para reforzar sus afirmaciones.
Se ha medido directamente que la estrella de Barnard se encuentra a 5,98±0,003 años luz (56,6 Pm) de la Tierra. Aunque se está acercando a la Tierra, la estrella de Barnard no hará su mayor aproximación al Sol hasta alrededor del año 11 700 d. C., cuando se acercará a unos 3,8 años luz. Esto es sólo un poco más cerca de lo que se encuentra hoy la estrella más cercana al Sol (Próxima Centauri).

### Némesis

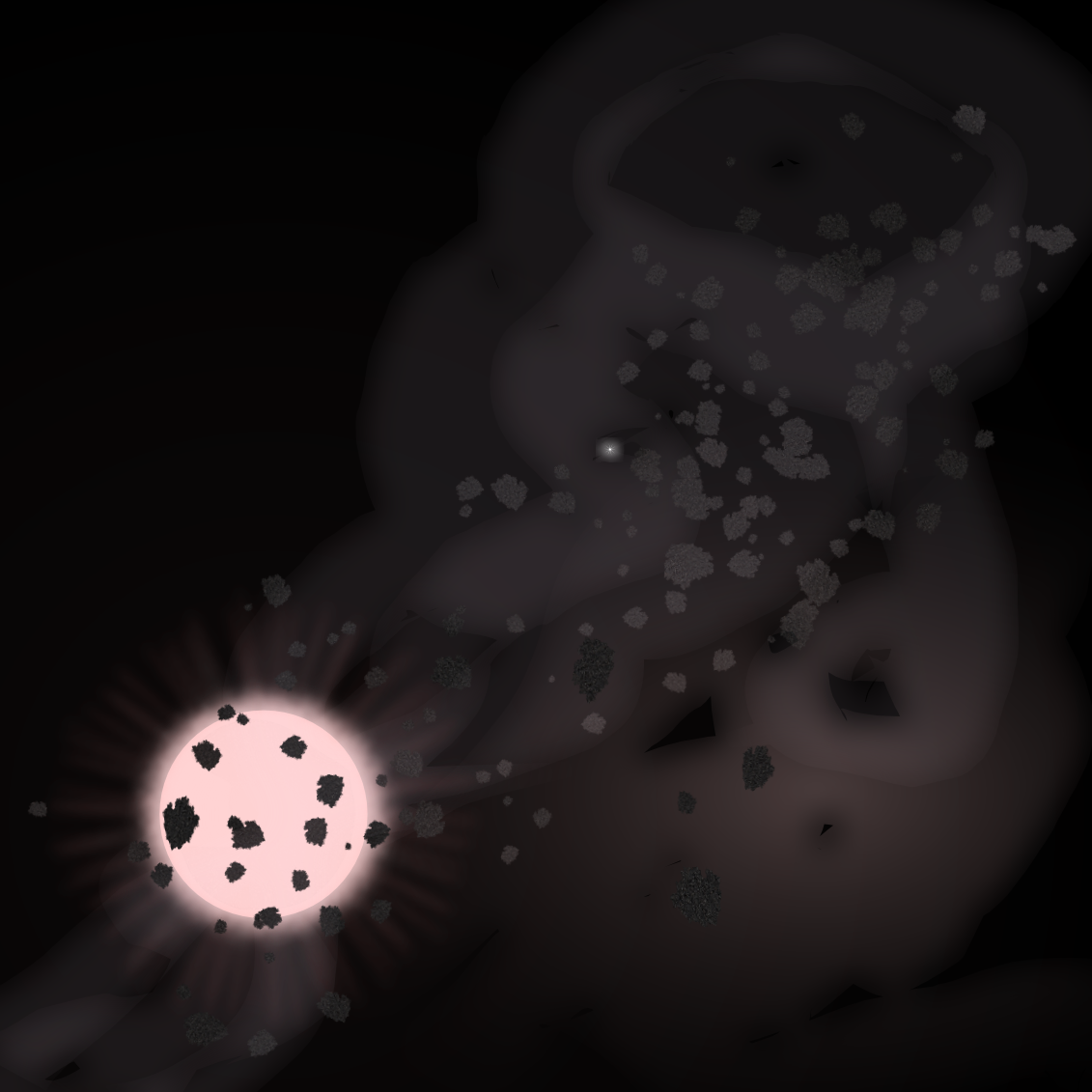
Concepción artística de Némesis.

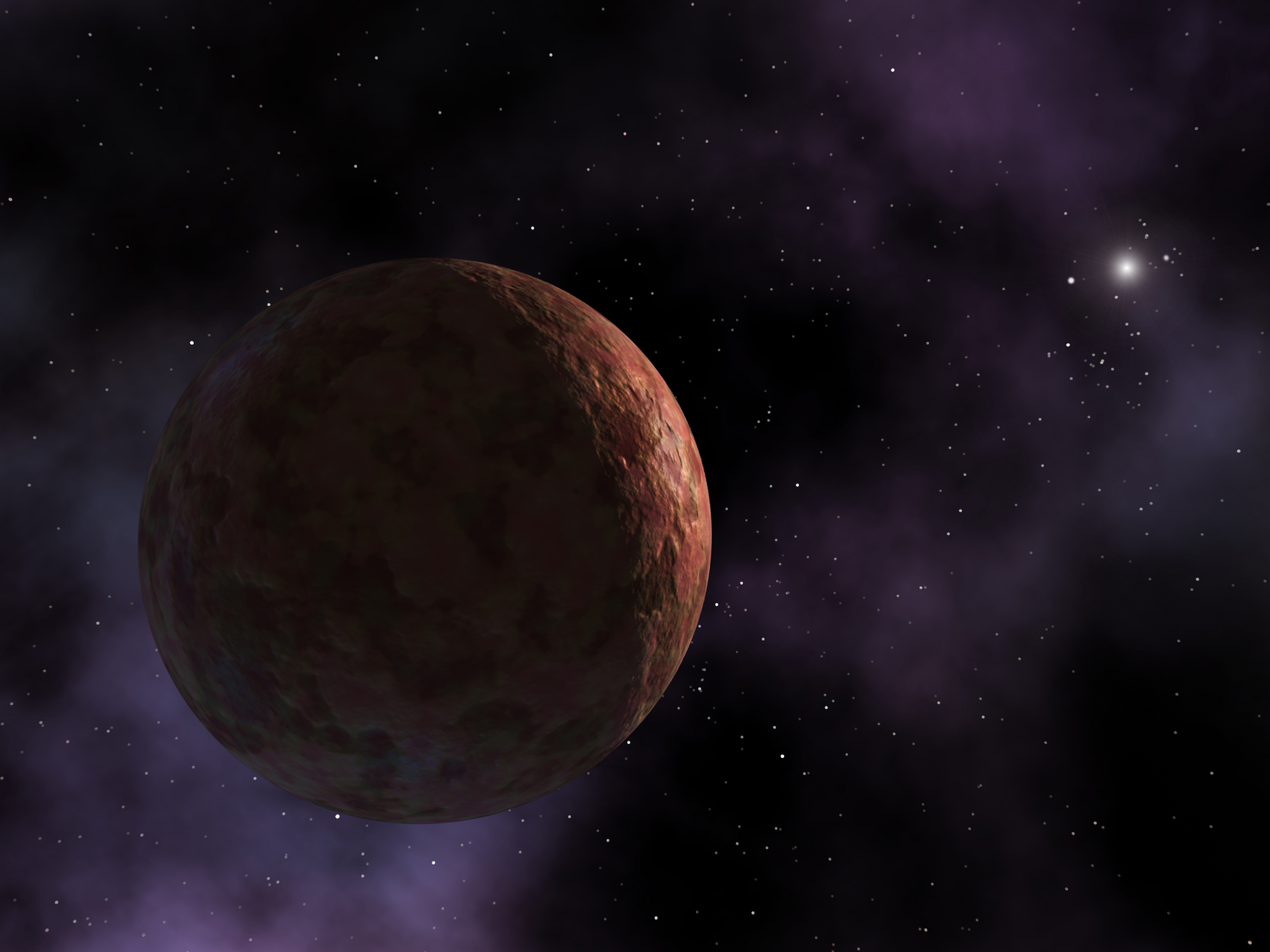
Concepción artística del cuerpo menor Sedna.

Los creyentes en el Planeta X o Nibiru lo han confundido a menudo con Némesis, una estrella hipotética propuesta por primera vez por el físico Richard A. Muller. En 1984, Muller postuló que las extinciones masivas no eran aleatorias, sino que parecían ocurrir en el registro fósil con una periodicidad imprecisa que oscilaba entre 26 y 34 millones de años. Atribuyó esta supuesta pauta a un compañero del Sol no detectado hasta entonces, ya sea una enana roja débil o una enana marrón, que se encontraba en una órbita elíptica de 26 millones de años. Este objeto, al que llamó Némesis, pasaría una vez cada 26 millones de años a través de la nube de Oort, la cáscara de más de un trillón de objetos helados que se cree que son la fuente de los cometas de largo período que orbitan a miles de veces la distancia de Plutón al Sol. La gravedad de Némesis perturbaría entonces las órbitas de los cometas y los enviaría al Sistema Solar interior, provocando el bombardeo de la Tierra. Sin embargo, hasta la fecha no se han encontrado pruebas directas de Némesis. Aunque la idea de Némesis parece similar al cataclismo de Nibiru, son, de hecho, muy diferentes, ya que Némesis, si existiera, tendría un período orbital miles de veces más largo, y nunca se acercaría a la propia Tierra.

### Sedna o Eris
Otras personas también confunden a Nibiru con Sedna (90377 Sedna) o Eris (136199 Eris), objetos transneptunianos descubiertos por Mike Brown en 2003 y 2005 respectivamente. Sin embargo, a pesar de haber sido descrito como un "décimo planeta" en un comunicado de prensa de la NASA, Eris (entonces conocido solo como 2003 UB 313) ahora está clasificado como un planeta enano. Con solo un poco más de masa que Plutón, Eris tiene una órbita bien determinada que nunca la acerca a la Tierra más de 5500 millones de km. Sedna es ligeramente más pequeño que Plutón, y nunca se acerca a la Tierra más de 11 400 millones de kilómetros. Mike Brown cree que la confusión se debe a que tanto el Sedna real como el Nibiru imaginario tienen órbitas extremadamente elípticas.

### Tyche
Otros lo han relacionado con Tyche, el nombre propuesto por John Matese y Daniel Whitmire de la Universidad de Louisiana en Lafayette para un objeto que creen que está influyendo en las órbitas de los cometas en la nube de Oort. En febrero de 2011, Whitmire y sus colegas llevaron su hipótesis al público en un artículo en The Independent, en el que nombraron al objeto "Tyche" y afirmaron que se encontrarían pruebas de su existencia una vez que los datos del telescopio infrarrojo WISE fueron recopilados, lo que provocó un aumento en las llamadas a los astrónomos. El nombre, en honor a la "buena hermana" de la diosa griega Némesis, fue elegido para distinguirlo de la hipótesis similar de Némesis ya que, a diferencia de este, Matese y Whitmire no creían que su objeto representase una amenaza para la Tierra. Además, este objeto, si existiera, tendría, como Némesis, una órbita cientos de veces más larga que la propuesta para Nibiru, y nunca se acercaría al interior del Sistema Solar. En marzo de 2014, la NASA anunció que el estudio WISE había descartado la existencia de Tyche como lo habían definido sus proponentes.

### Cometa Elenin
Algunos asociaron Nibiru con el cometa Elenin, un cometa de largo período descubierto por el astrónomo ruso Leonid Elenin el 10 de diciembre de 2010. El 16 de octubre de 2011, Elenin hizo su aproximación más cercana a la Tierra a una distancia de 0.2338 AU (34 980 000 km), que está un poco más cerca que el planeta Venus. Sin embargo, en el período previo a su enfoque más cercano, las afirmaciones difundidas en sitios web de conspiración concluyeron que estaba en curso de colisión, que era tan grande como Júpiter o incluso una enana marrón, e incluso que el nombre del descubridor, Leonid Elenin, era de hecho un código para ELE, o un evento de nivel de extinción.
Aunque el tamaño de los cometas es difícil de determinar sin una observación cercana, es probable que el cometa Elenin tenga menos de 10 km de diámetro. El propio Elenin estima que el núcleo del cometa tiene aproximadamente 3-4 km de diámetro. Esto lo haría millones de veces más pequeño que el supuesto Nibiru. La histeria del cometa no es infrecuente. Se ha intentado correlacionar las alineaciones de Elenin con los terremotos de 2010 en Nueva Zelanda o Chile o de 2010 en Japón; sin embargo, incluso descontando el pequeño tamaño de Elenin, los terremotos son impulsados por fuerzas dentro de la tierra y no pueden ser provocados por el paso de objetos cercanos. En 2011, Leonid Elenin realizó una simulación en su blog en la que aumentó la masa del cometa a la de una enana marrón (0,05 masas solares). Demostró que su gravedad habría provocado cambios notables en la órbita de Saturno años antes de su llegada al Sistema Solar interior.
En agosto de 2011, el cometa Elenin comenzó a desintegrarse, y en el momento de su aproximación más cercana en octubre de 2011, el cometa no fue detectado incluso por grandes telescopios terrestres.

### Cometa ISON

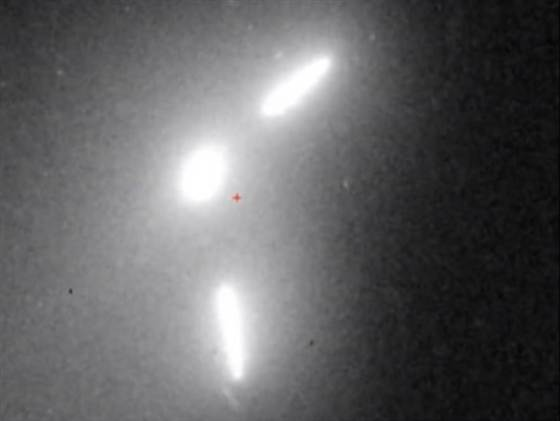
Imágenes nubladas, en blanco y negro de tres luces en formación triangular. Una imagen compuesta del cometa ISON, que generó una serie de afirmaciones sobre ovnis.

El 21 de septiembre de 2012, Vitali Nevski y Artyom Novichonok, utilizando la Red Internacional Científica Óptica de Telescopios (ISON), descubrieron el cometa C/2012 S1 (ISON). Se esperaba que su órbita lo llevara a 0.429 AU (64 200 000 km) de la Tierra el 26 de diciembre de 2013. No obstante, los creyentes lo vincularon al cataclismo de Nibiru, alegando que golpearía la Tierra en esa fecha, o que se fragmentaría y algunos pedazos golpearían el planeta. Se demostró que las imágenes de los "fragmentos" del cometa que circulaban por Internet eran artefactos de cámara. El 30 de abril de 2013, el telescopio espacial Hubble tomó tres fotografías del cometa en el transcurso de 12 horas, que se publicaron como una composición en los archivos del Hubble. Esto llevó a la especulación sobre los sitios de conspiración de que el cometa se había dividido en tres partes, o incluso que era un OVNI. Después de que ISON pasara el perihelio el 28 de noviembre, comenzó a desvanecerse rápidamente, dejando a muchos sospechando que había sido destruido al pasar el Sol. Si bien un tenue remanente finalmente regresó alrededor del astro, en general se aceptó que era una nube de polvo, en lugar de un objeto sólido. El 2 de diciembre de 2013, la CIOC (Campaña de observación del cometa ISON de la NASA) anunció oficialmente que el cometa ISON se había desintegrado por completo. El Hubble no pudo detectar fragmentos de ISON el 18 de diciembre de 2013. El 8 de mayo de 2014, se publicó un examen detallado de la desintegración del cometa, lo que sugería que el cometa se desintegró por completo horas antes del perihelio.

### Planeta Nueve

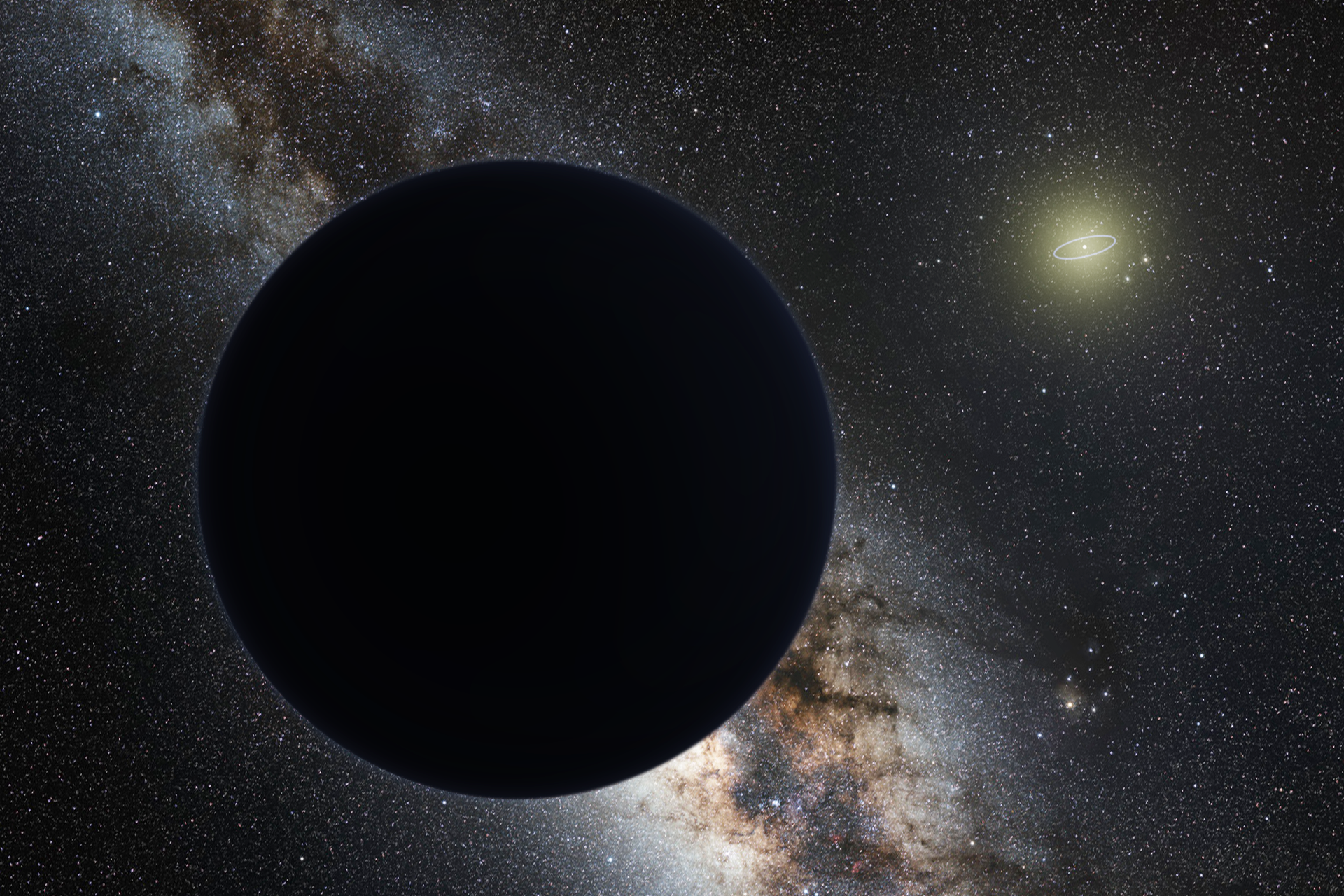
Representación artística del Planeta Nueve como un gigante de hielo eclipsando el centro de la Vía Láctea.

En marzo de 2014, los astrónomos Chadwick A. Trujillo y Scott S. Sheppard publicaron un artículo en Nature argumentando que la aparente agrupación de los argumentos del perihelio de objetos transneptunianos distantes sugería la existencia de un gran planeta transneptuniano. El 20 de enero de 2016, Mike Brown y Konstantin Batygin anunciaron que habían corroborado los hallazgos de Trujillo y Sheppard, y que creían que el planeta, al que llamaron "Planeta Nueve", tendría una masa aproximadamente diez veces mayor que la de la Tierra y un semieje mayor de aproximadamente 400 a 1500 AU (60 a 225 000  millones de km). Los creyentes en Nibiru y el cataclismo de Nibiru inmediatamente argumentaron que esto constituía evidencia para sus afirmaciones. Sin embargo, los astrónomos señalaron que este planeta, si existe, tendría un perihelio (la aproximación más cercana al Sol) de aproximadamente 200 AU (30 000 millones de km).
En marzo de 2016, Monthly Notices of the Royal Astronomical Society publicó un artículo de Daniel Whitmire (que había propuesto la existencia de Tyche) en el que reconsideraba una versión modificada del modelo Némesis que había propuesto por primera vez en 1985, debido a la reciente especulaciones sobre la posibilidad de un planeta transneptuniano. La hipótesis sostenía que un objeto mucho más cercano al Sol que Némesis podría tener un efecto similar si su órbita precesara a una velocidad miles de veces más lenta que su velocidad real, lo que significaría que solo podría interactuar con el cinturón de Kuiper cada 27 millones de años, potencialmente enviando cometas al interior del Sistema Solar y provocando extinciones masivas, Sin embargo, el artículo se había publicado inicialmente en línea en noviembre de 2015, antes de que Brown y Batygin hicieran público el Planeta Nueve, y se refería a un objeto diferente mucho más cercano al Sol (100 AU frente a ~ 600 AU). El Planeta Nueve, de existir, está demasiado lejos, dice Brown, para tener tal efecto en el cinturón de Kuiper. No obstante, un artículo en el tabloide británico The Sun (más tarde republicado en el New York Post) combinó las tres ideas de Nibiru, el Planeta Nueve y el planeta de Whitmire para sugerir que no solo se había encontrado el Planeta Nueve, sino que colisionaría con la Tierra a fines de abril, lo que provocó que Batygin recibiera un aumento en las llamadas de pánico. En octubre de 2017, el escritor científico Pat Brennan escribió que este planeta no tiene ninguna posibilidad de colisionar con la Tierra.

## Reacción pública

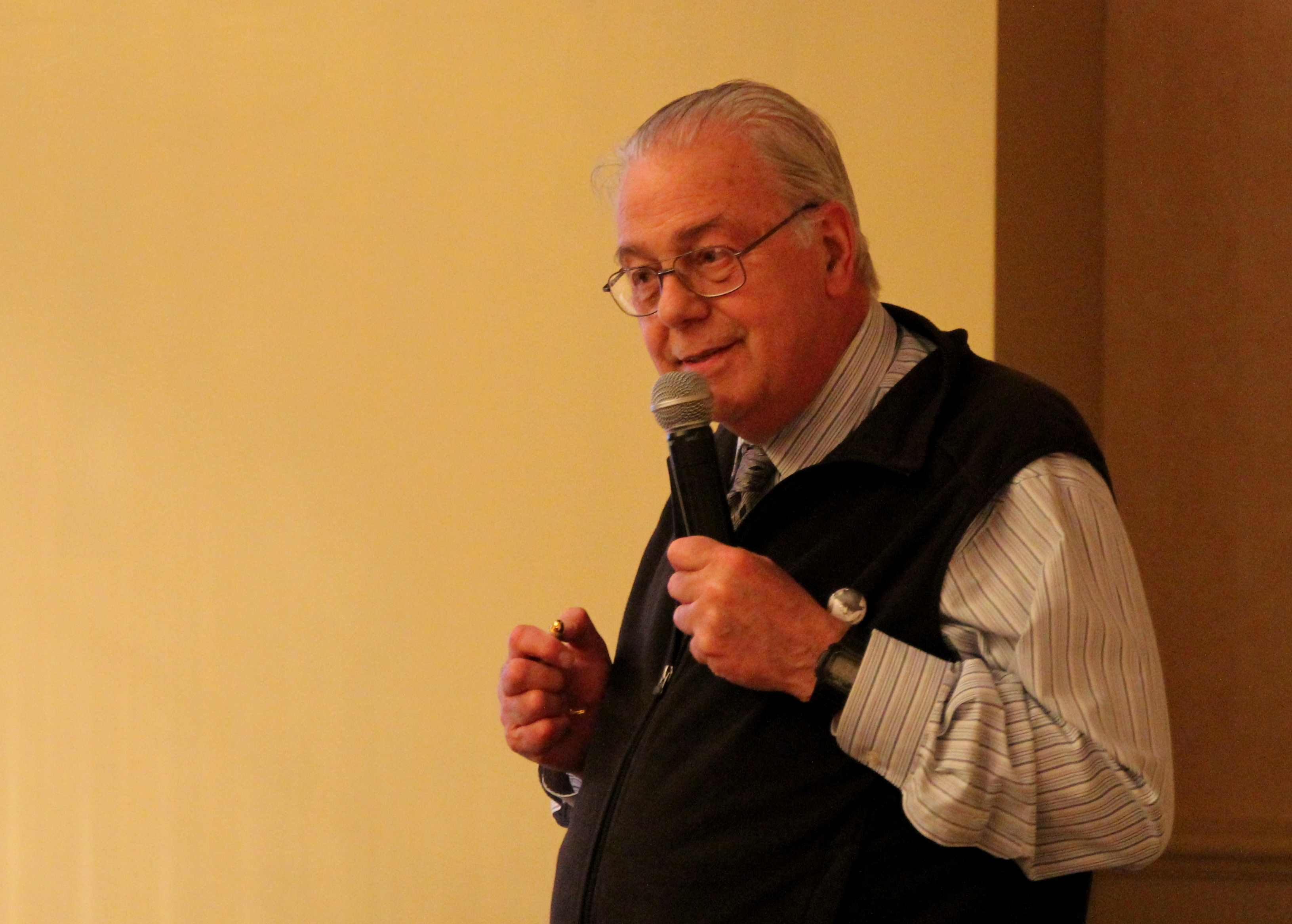
El astrónomo David Morrison.

El impacto del miedo público al cataclismo de Nibiru se ha dejado sentir especialmente entre los astrónomos profesionales. En 2008, Mike Brown dijo que Nibiru era el tema pseudocientífico más común sobre el que se le preguntaban.
Antes de su jubilación, después de 2012, David Morrison, director del Instituto SETI, miembro del Comité para la Investigación Escéptica y científico principal del Instituto de Astrobiología de la NASA en el Centro de Investigación Ames, dijo que recibía entre 20 y 25 correos electrónicos a la semana sobre la inminente llegada de Nibiru: algunos asustados, otros enfadados y que le nombraban como parte de la conspiración para ocultar al público la verdad del inminente apocalipsis, y otros que preguntaban si debían o no suicidarse, a sus hijos o a sus mascotas. La mitad de estos correos electrónicos procedían de fuera de los Estados Unidos. El escritor científico Govert Schilling señaló: "Los científicos planetarios están siendo llevados a la distracción por Nibiru. Y no es de extrañar; dedicas tanto tiempo, energía y creatividad a la investigación científica fascinante, y te encuentras sobre las pistas de las cosas más sorprendentes e interesantes, y todo el público en general se preocupa por una teoría chiflada sobre tablillas de arcilla, astronautas-dioses y un planeta que no existe". De forma similar, el profesor Brian Cox publicó en Twitter en 2012 que "Si alguien más me pregunta sobre Nibiru, el planeta imaginario de mierda, les daré una bofetada en sus irracionales cabezas con la Principia de Newton."
La NASA tiene que evaluar con frecuencia si debe o no responder a tales afirmaciones, y el valor de tranquilizar al público es superado por el riesgo de conceder más exposición a una idea completamente no científica. Antes de la fecha de 2012, Morrison declaró que esperaba que la no llegada de Nibiru pudiera servir como un momento de enseñanza para el público, instruyéndolo en "el pensamiento racional y la detección de tonterías", pero dudaba que eso ocurriera. Durante la reactivación de 2017, Morrison declaró que el fenómeno de Nibiru "sigue apareciendo una y otra vez" a pesar de su suposición original de que sería de corta duración.